# Michael Adelphus
Michael Adelphus (Szászfehéregyháza, 1572 – Szászbogács, 1619. április 20.) erdélyi szász evangélikus lelkész.

## Élete
Apja Johannes Adelphus brassói lelkész. 1593-ban a brassói gimnáziumban tanult, majd 1595 és 1596 között  Odera-Frankfurtban járt egyetemre. Mikor Herman Lénárt, a későbbi szebeni tanár, szintén Frankfurtban a doktori fokozat elnyerése miatt vitatkozott („De fine demonstrationis”), a támadó erdélyi ifjak közt volt Michael Adelphus is.
1608-tól 1619-ben bekövetkezett haláláig Szászbogácson volt lelkész.
Nyomtatásban megjelent munkája: De sacramentorum numero (Frankfurt, 1595.)